# 圣雄甘地
莫罕達斯·卡拉姆昌德·甘地（1869年10月2日—1948年1月30日），尊稱聖雄甘地，印度國父、印度民族主義運動和國大黨領袖，他帶領印度獨立，脫離英國殖民地統治。他的“非暴力”哲學思想影響了全世界的民族主義者和那些爭取和平變革的國際運動。
成功的印度獨立運動亦激發起其他殖民地人民為國家獨立而奮鬥，最終大英帝國分崩離析，取而代之的是英聯邦。甘地的主要信念是「真理永恆」，此鼓舞了其他民主運動人士，例如馬丁·路德·金、翁山蘇姬和曼德拉等人。他經常說他的價值觀很簡單，那就是“諦”（意為“真理”）和非暴力。

## 生平

### 早年

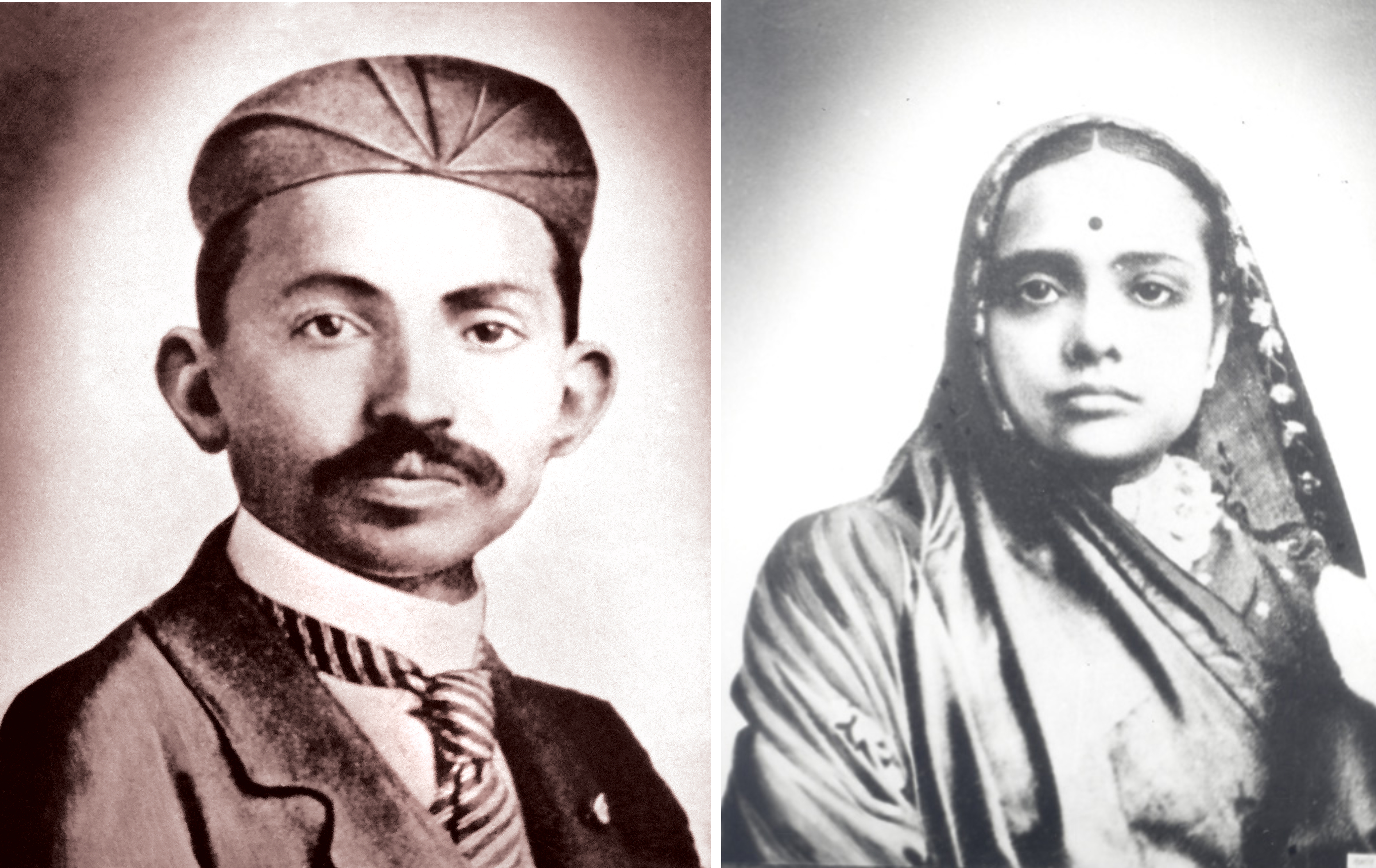
甘地和他的妻子卡斯图尔巴·甘地（1902年，英属印度）

1869年10月2日，甘地出生在英属印度西部的港口城市博爾本德爾（當時是印度的土邦，今屬古吉拉特邦管轄）的一个印度教家庭中。他的父親卡拉姆昌德·甘地（Karamchand Gandhi，1822年－1885年）是當時的土邦首相。他的母親普特利巴伊·甘地（Putlibai Gandhi，？－1891年），是他父親的第四任妻子。他們是商人的後代（「甘地」的意思是食品商人）。在1883年5月，13歲的他與14歲的卡司杜巴·甘地（1869年4月11日－1944年2月22日）成婚。他們有4個孩子，全是男孩。哈里勞·甘地（Harilal Gandhi，1888年8月23日－1948年6月18日）；馬尼拉勒·甘地（Manilal Gandhi，1892年10月28日－1956年4月5日）；拉姆達斯·甘地（Ramdas Gandhi，1897年1月2日－1969年4月14日）；最小的德阜達·甘地（Devdas Gandhi，1900年5月22日－1957年8月3日），甘地4個兒子都有生育，他有15名孫輩。
在1888年9月4日，19歲的他留學英國，在倫敦大學學院學習法律。在倫敦期間，他恪守著離開印度時母親對他的教誨，不吃葷和不酗酒。儘管他試圖英國化，例如上舞蹈課程，但他卻不吃房東太太給他的羊肉與捲心菜。她給他介紹一家倫敦的素食餐館，在那裡，甘地瞭解並且成為素食主義者。他參加素食社團，並且當選執行委員會委員，他還成立了一個地方分會。據他說，這給了他組織與運行社團的寶貴經驗。他遇到的素食主義者，有些是神智學社團的成員。神智學社團由海倫娜·布拉瓦茨基於1875年成立，作為大學兄弟會的一個延伸，他們致力於研習印度印度教與佛教的經典。他們鼓勵甘地閱讀《薄伽梵歌》。此時，甘地還沒有皈依宗教，但是開始閱讀印度教、基督教與其它宗教的著作。
回國後，他取得大英帝國的律師資格。他試圖在孟買做律師。但當地的法律與英國本土的法律不太相同，因此工作有點辛苦。

### 南非的公民權利運動

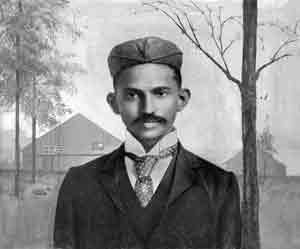
甘地在南非（1895年）

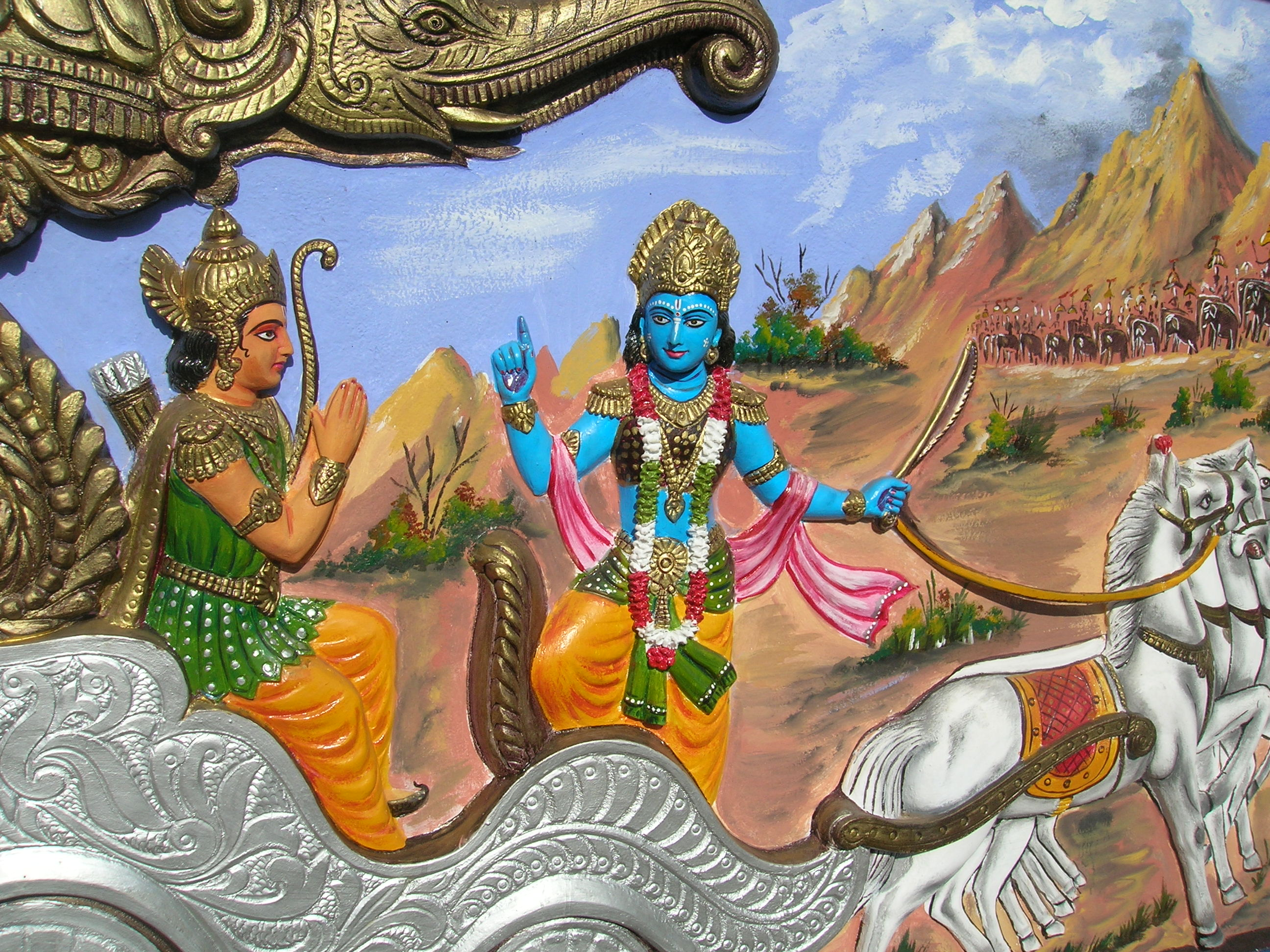
《薄伽梵歌》阿周那与黑天

1893年4月，一家印度公司派甘地到南非工作。他看到印度移民在南非的公民自由和政治權利在很大程度上被剝奪的現狀，很是灰心。這些移民主要是契約傭工和個體商人。於是他開始抗議和遊說，反對針對南非印度人的法律和種族歧視。有人因此批評他沒有將抗議的對象擴展到針對全體非洲人的法律。在他在南非的早期，有一件事常被人提起。那就是他買了一張一等車廂的車票，拒絕換到三等車廂，被人從彼得馬里茨堡火車中扔了出去。1903年6月，甘地組織一場抗議運動針對「黑法令」（The Black Act），這個法令強制所有在南非的亞洲人接受登記。1913年9月，他參加一場抗議不按照基督教儀式結婚就無效的運動。
1913年11月6日，甘地被捕，當時他正領導一群印度礦工在南非遊行。1914年，政府允諾減少在南非對印度人的歧視。
在南非的這些年裡，甘地從《薄伽梵歌》和列夫·托爾斯泰的作品中汲取靈感。托爾斯泰在十九世紀八十年代轉變成一個個人形式的基督教無政府主義者。甘地翻譯托爾斯泰的《給一個印度人的信》。這封信是托爾斯泰在1908年寫給一個激進的印度民族主義者的。他們一直通信到1910年托爾斯泰去世為止。托爾斯泰的信引用《吠陀經》的印度哲學和印度教大神毗濕奴的名言來表達他對逐漸高漲的印度民族主義的看法。除此之外，甘地還受到美國作家亨利·戴維·梭羅作品《論公民的不服從》的啟發。總之，在南非的歲月是甘地作為一個社會政治活動家的形成時期。此時公民不服從以及非暴力的抵抗的概念和技術開始形成。
他1915年回印度，並很快地成為正在從事獨立運動的國民大會（國大黨）的領袖。通過聯合抵制英貨，甘地促進印度農村工業的發展，同時，通過宣傳非暴力抵抗，來抑制恐怖活動的暴虐，雖然他不能阻止這些恐怖活動。
雖然他經常攻擊英國政府，但是他一直聲明他尊重英國人。因此大多英國人也佩服他，雖然他們並不明白甘地行為的內部因素。
甘地開始穿一道纏腰布在印度鄉下四處演講，鼓勵使用手紡車來解除印度對蘭開夏紡織廠的依賴。他發動運動，號召印度人參加英印陸軍积极投身第一次世界大战。他認為這樣表現對英國的忠誠就會使英國同意印度作為大英帝國的一個自治政體而達到印度自治。但是，战后英国拒绝放弃对印度的殖民统治，甘地号召的印度人参加一战做出重大人员牺牲的政策沒成功。

### 印度獨立運動
一戰後，他參與國大黨的獨立運動。他以他的公民不服從、不合作，和絕食抗議等的政治主張，獲得世界範圍的關注。他被英國當局多次逮捕。

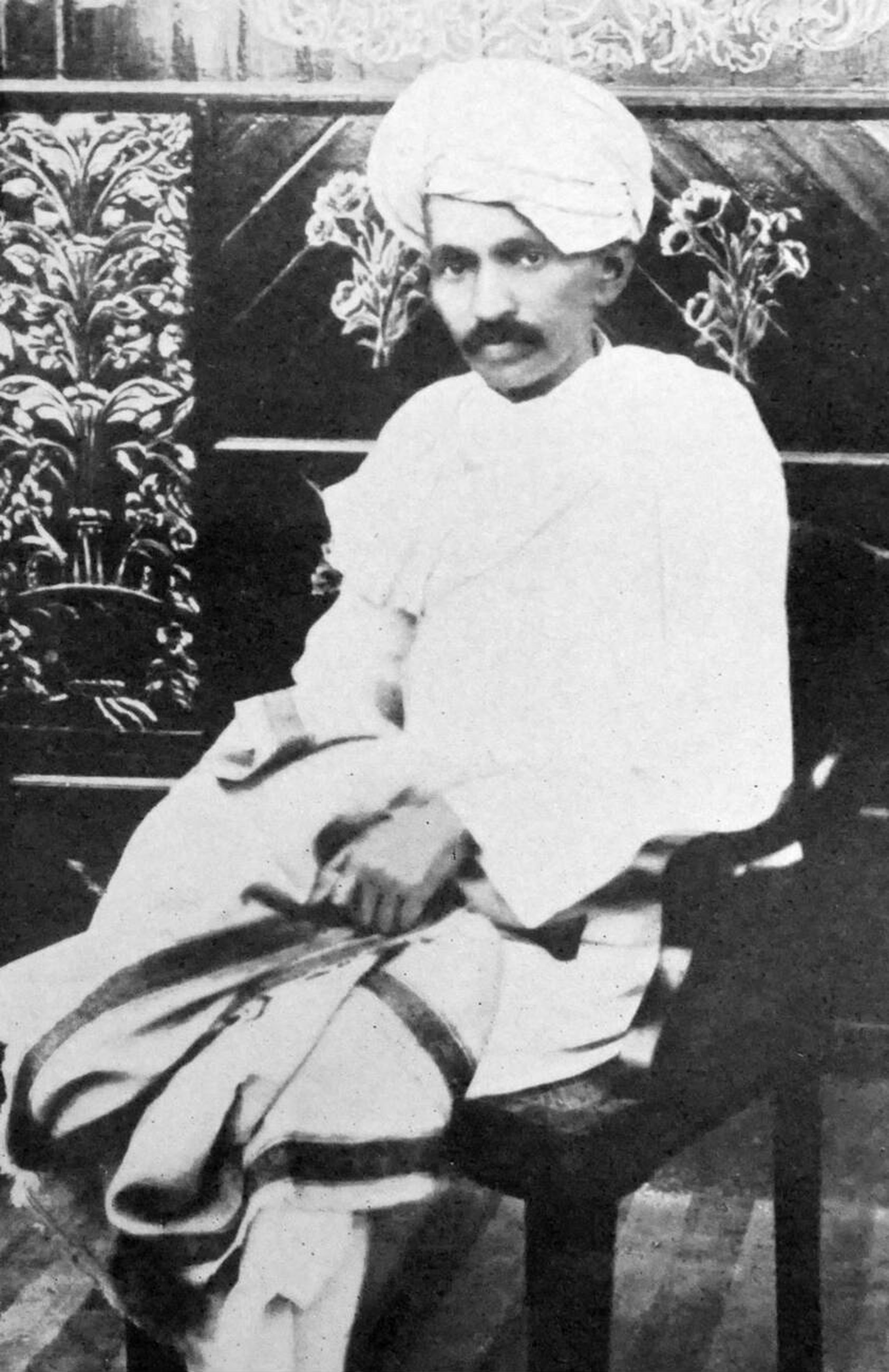
甘地（1918年）

甘地別的成功的獨立運動的戰略還有“排斥英国货政策”，即抵制外國產的商品，特別是英國產品。與此相關的還有他的關於所有印度人應該穿土布的宣傳。反對用英國的織布。甘地宣傳說印度婦女，不論貧富，應該每天花一定的時間織布，來支持獨立運動。那時很多人認為獨立運動這些事，不適合婦女參加。甘地的這個策略把婦女加入到獨立運動中來。
1919年的阿姆利則慘案後，他支持獨立的立場更加堅決。當時英國政府和廓爾喀僱傭兵向和平政治集會的人群開槍，數以百計的錫克教徒，印度教徒，還有穆斯林被殺。除了抵制英國產品外，甘地還極力鼓勵人們抵制英國學校，法律機構，辭退政府工作，拒絕繳稅，拋棄英國給的稱號和榮譽。
1920年4月，他當選印度自治同盟的主席。1921年12月，他又被授予國大黨在同盟內的執行代表。在他的領導下，國大黨重組，制定新的章程。新黨章規定他的目標是爭取獨立。任何人只要交納一定的象徵性費用就可以入黨。用來規矩和管理混亂無序的運動的委員會的層次結構也被建立。國大黨由一個精英組織轉變成一個大眾化政黨。
1922年，在北方邦的Chauri Chaura爆發暴力事件後，甘地第一次宣布停止“非暴力不合作运动”。他轉向社會活動。在艾哈迈达巴德建立Sabarmati Ashram（高僧修行所），還有報紙「年輕的印度」（Young India）。他為歷史上被踐踏的種姓爭取平等的權利，尤其是為被冠「賤民」者（他稱之為「神的孩子」）爭取權利。
1922年3月18日，他被英印当局判刑6年，但是只服了2年刑。
1929年，甘地复出，再次开始非暴力不合作运动。甘地再次參加獨立運動是在1931年。國大黨當時拜訪他，希望他領導另一場大規模的公民不服從運動。他於是在1930年3月21日到4月6日領導他一生中最著名的一次運動─為抗議殖民政府的食鹽公賣制，甘地從德里到艾哈迈达巴德遊行達400公里，被稱之為德里遊行（或稱「鹽隊」）。數以千計的人們徒步到海邊自己取鹽而不是給政府交稅。在全国性的抗议进行时，甘地与英国驻印总督举行圆桌会议谈判，英印当局同时重手出击把抗议运动镇压下去，第二次非暴力不合作运动告终。甘地也于1930年第二次被逮捕入狱。

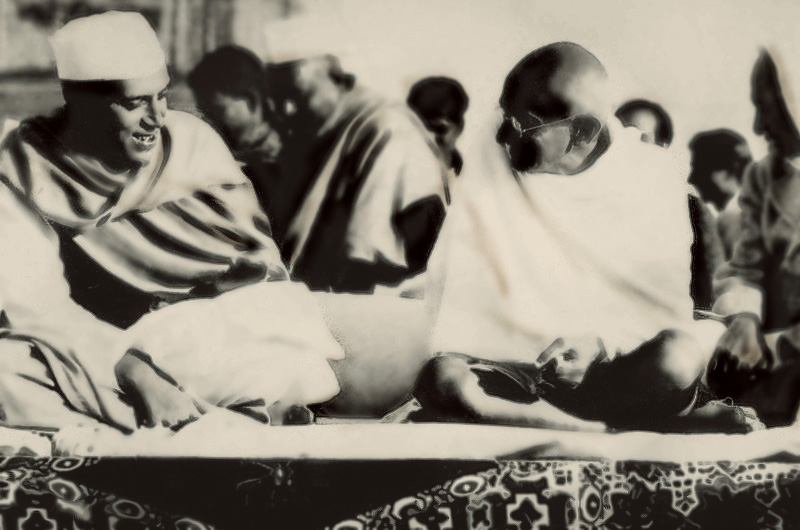
尼赫鲁与甘地（1937年）

1933年甘地发起第三次“个人文明不服从运动”，在杂志上宣传反暴力、反法西斯、要求独立的愿景，结果该周刊被英印当局查封，30000人被逮捕。1933年5月8日，甘地開始為期21天的絕食抗議英國政府對印度的壓迫。1933年甘地第三次被逮捕入狱。1934年夏天，他又進行他一生中三次不成功的絕食。
甘地選擇在國大黨內的繼任者是尼赫魯，就是後來的總理。尼赫魯和他的政治對手Sardar Patel對於獨立的印度該走哪條路公開承認有不同意見。但是甘地更相信尼赫魯能建立保障印度人民自由的政府。1934年10月，尼赫魯主張該猛擊敵人時，不可拘泥於道德，違反甘地的純消極抵抗，甘地退出國大黨。
1939年3月3日他又在孟買絕食抗議印度的獨裁統治。
他曾先後在1922年、1930年、1933年和1942年四次入獄，在獄中通過絕食展開他的文明不服從運動。1931年赴倫敦參加有關印度將來的一次圓桌會議，但並沒有結果。

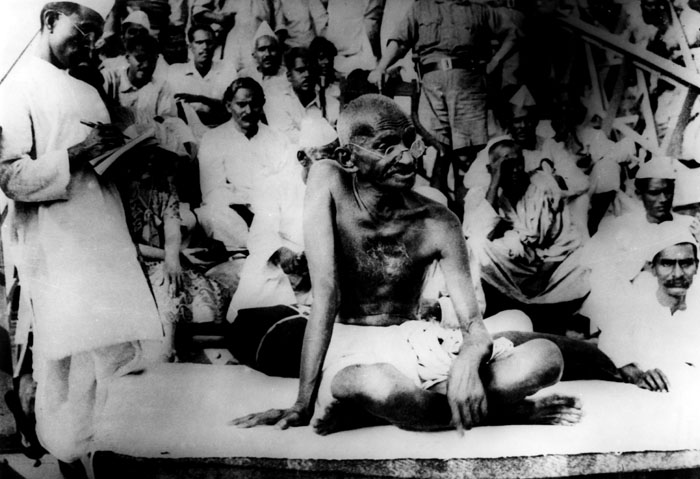
甘地發表演講

### 第二次世界大戰時期
1939年德國入侵波蘭，二戰爆發。雖然甘地對法西斯侵略的受害者深表同情，但是他經與國大黨的同志們深思熟慮後，宣布印度不會支持表面上為自由而戰的戰爭，儘管印度當時也還沒有自由。他聲稱，如果戰後印度可以獨立的話，他會與英國並肩戰鬥。
英國政府的反應是完全負面的，他們還試圖在印度的印度教徒和伊斯蘭教穆斯林之間製造分裂。
1941年12月7日，日本偷襲珍珠港，太平洋战争爆發，日軍發動南方作戰入侵東南亞。1942年2月，日军全面侵占了英屬馬來亞和英属缅甸，重挫南亚的英军，日本在緬甸仰光成立傀儡政權印度独立临时政府，即自由印度臨時政府。甘地相信这时獨立是印度唯一可能的出路，他起草了一個讓英國從印度退出的草案。即第四次的（英国殖民者）“退出印度”运动，1942年8月8日草案刚刚宣布开始，8月9日国大党领导层和甘地在孟買就全部被英印当局逮捕入狱，一直持续到1944年。這個草案立刻引發印度有史以來的最大的一次獨立運動。這個運動導致很多人的被捕和史無前例的暴力。这一时期印度各地展开大量暴力反英争取独立的罢工和暴动，仅1942年就有250个火车站被破坏，500个邮局受到袭击，150个警察局被攻击。甘地和他的支持者們清楚地說，如果印度不能獨立，就不支持戰爭。這時他甚至暗示他曾經想結束他對非暴力的支持。他說，他身邊的這個「有序的混亂狀態比真正的混亂狀態還坏」。
1944年3月，日軍入侵英屬印度，英帕尔戰役开始，為了應付日本，英国殖民当局认识到国大党对稳定印度局势的正面作用。以生病名义释放甘地。甘地出狱后宣布（英国殖民者）“退出印度”的决议作废。

### 印巴分治與遇刺

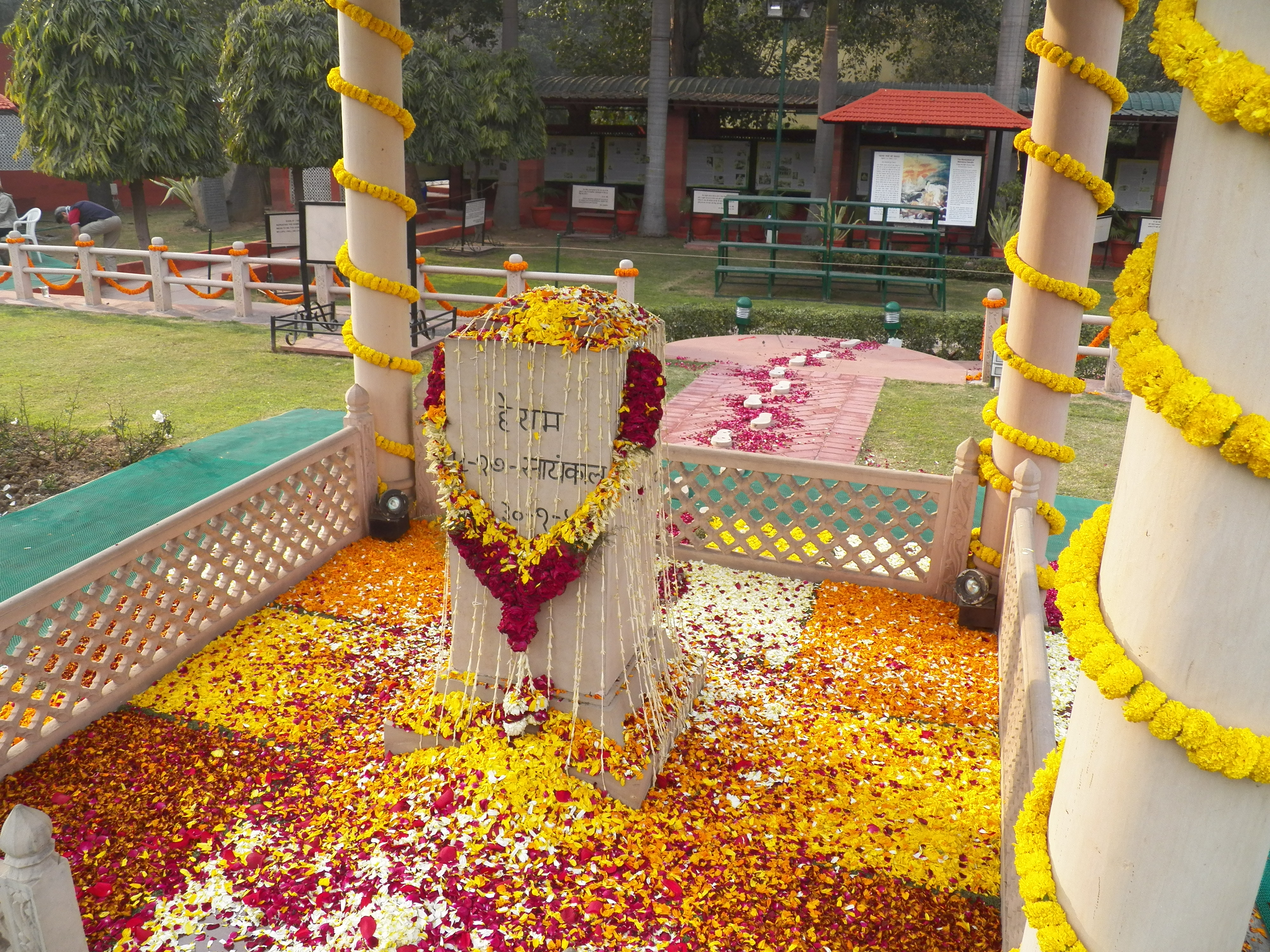
甘地遇刺的土地，新德里

甘地對印度的印度教信徒和伊斯蘭教的穆斯林都有重要的影響。據說一次他一出現就使得雙方的衝突平息。他強烈反對任何把印度分成兩個國家的提議。他主張印度教徒和穆斯林團結合作，提倡社會改良、自我道德完善和精神感化。
1946年印度皇家海军和英属印度陆军发生全面兵变。1947年到任的印度总督蒙巴顿勋爵说：“犹如坐在一艘着了大火，并且装满火药的大船中，一旦火药爆炸，就有船毁人亡的危险。”
二戰之後，甘地希望印度能夠獨立並成為一個完整的國家，但為了印度獨立，甘地還是與英國駐印度最後兩任總督（阿奇博爾德·珀西瓦爾·韋維爾和路易斯·蒙巴頓）合作制定印度獨立和分治方案。
1947年8月15日公布，印度正式獨立。此時，甘地的許多追隨者開始尊稱他為「聖雄」。在政權交接的那天，甘地沒有慶祝印度的獨立，而是獨自在加爾各答為分治而憂傷。甘地的接班人——尼赫魯成為獨立後的首位印度總理。
一些人不滿他接受印巴分治法案，也拒絕他的非暴力哲學。當印度教徒和穆斯林又開始暴亂衝突，甘地開始他的第15次絕食，告示大家直到停戰之後他才會進食。他成功使局勢一度穩定。但是在1948年1月30日，剛結束絕食的甘地在新德里前往一個祈禱會途中，遭到一名印度教狂熱分子南度蓝姆·高德西槍擊死亡。中彈的瞬間，甘地還以手勢表示寬容凶手並說著：「啊...神啊...為他祝福。」在後來的審判中，高德西自稱：「在我開槍前，我真心祝福他（甘地）並當面恭敬地向他鞠躬。」隨後印度總理尼赫魯透過電臺廣播向全國發表談話時說道：「光芒已經走出我們的生命，現在遍地一片漆黑。」

## 人生信条

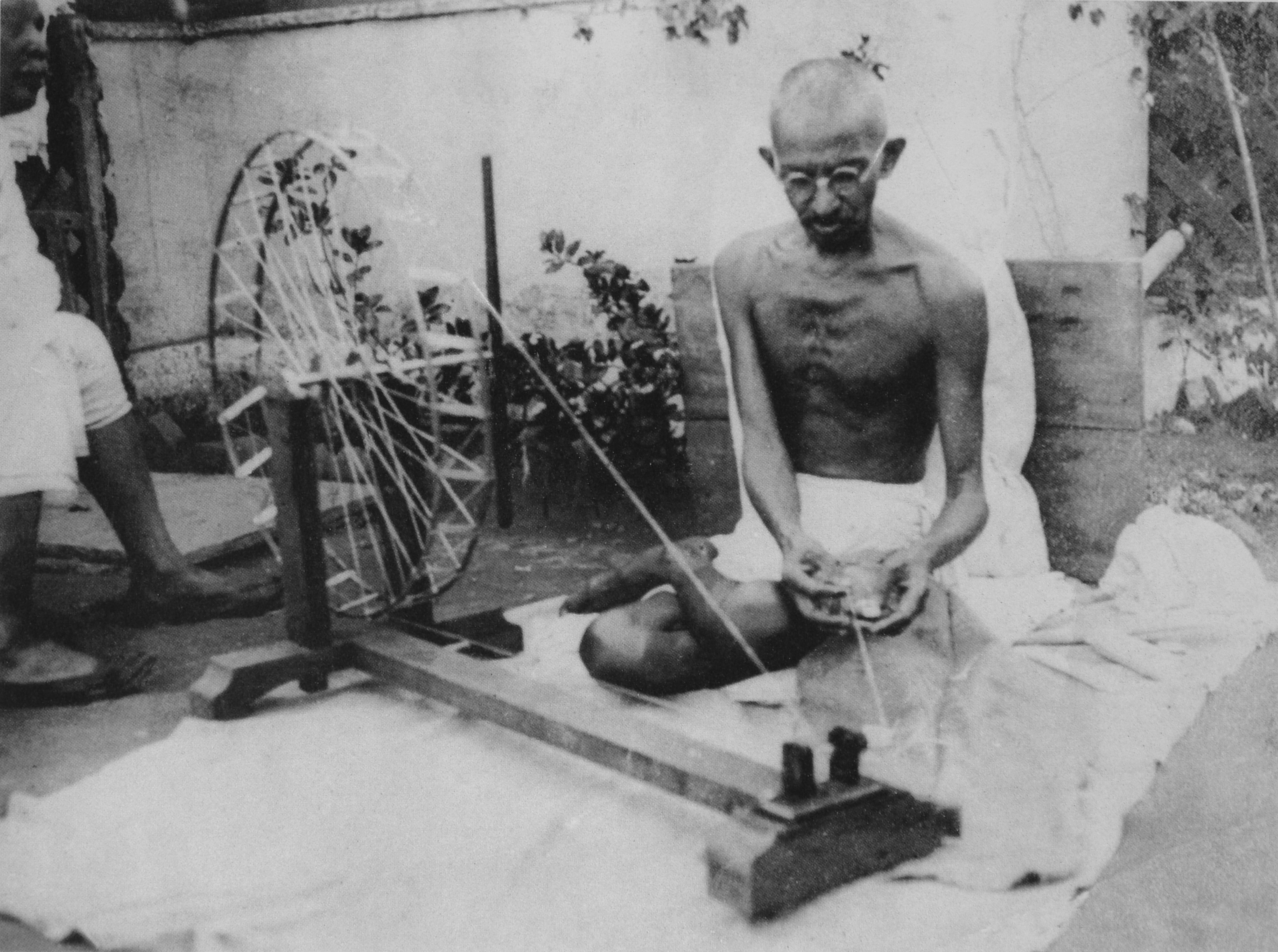
用紡車紡紗的甘地

甘地奉行的個人克己生活制度包括素食、獨身、默想、禁慾，一週有一天不說話，放棄西方式衣服而穿印度土布做的印度傳統服裝，用紡車紡紗，參與勞動（這些信條後來被稱為甘地主義）。
甘地的哲學和非暴力不合作的思想深受《薄伽梵歌》為主的印度教信仰以及耆那教的影響。非暴力的概念在印度的宗教中長久以來就有，像印度教、佛教、耆那教對此都有所著墨。甘地在他的自傳「我的對於真理的實踐經歷」揭示他的哲學和生活方式。

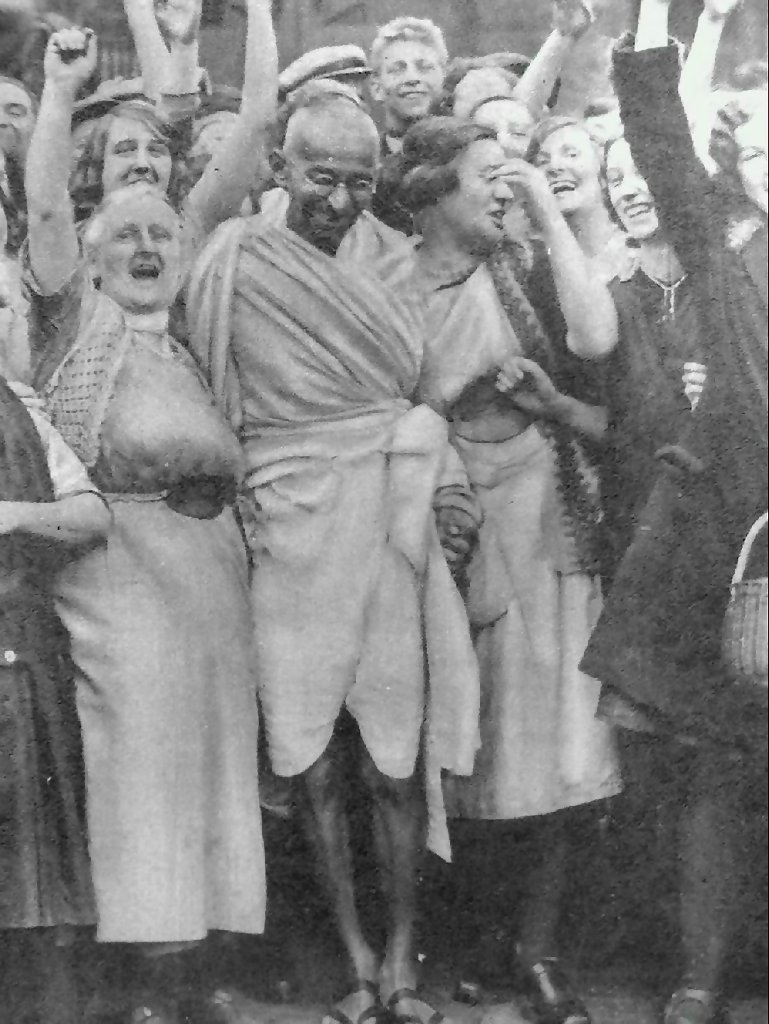
紡織工人与甘地（1931年）

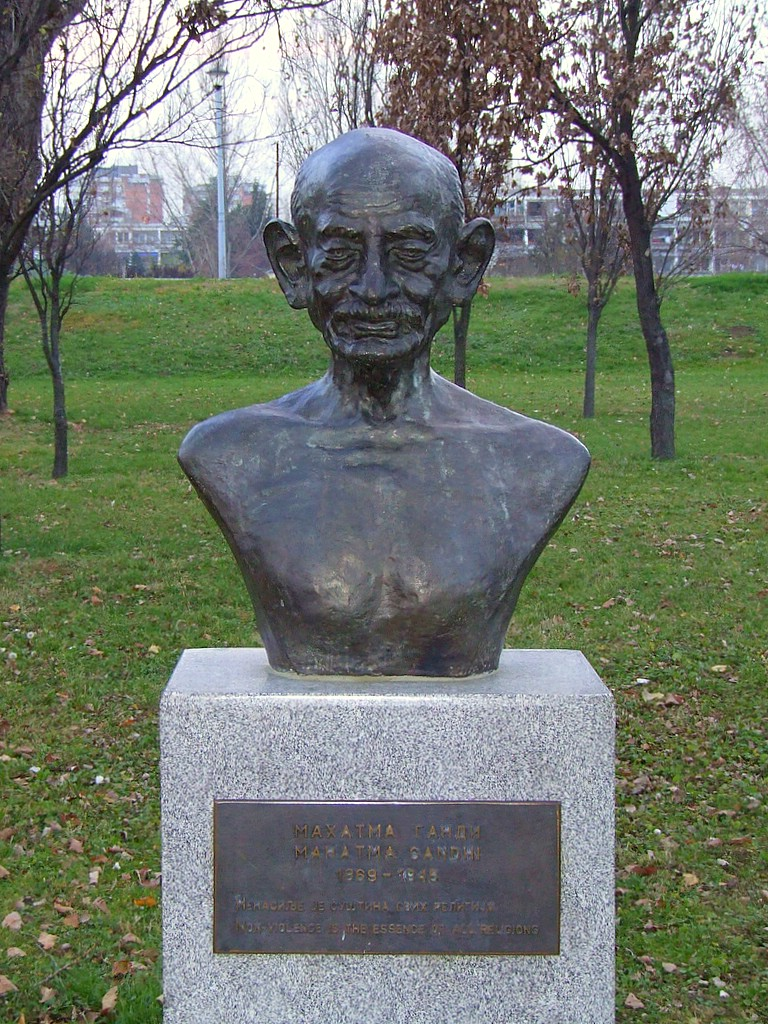
甘地的胸像《新貝爾格萊德》

儘管他去倫敦時曾嘗試吃肉，但後來他變成一個嚴格的素食主義者。他在倫敦求學時對此寫過幾本書。在印度教和耆那教中素食主義是根深蒂固的，在他的家鄉就有很多印度教徒是素食主義者。他嘗試不同的飲食，最終相信素食足以滿足人體的最小要求。他也曾很長時間禁食，並以此作為政治武器。
36歲時，他決定禁慾，變成一個徹底的禁慾主義者，禁慾是受到印度教的影響。但是他沒有離婚，據說他的這個決定沒有同他的妻子討論，而是直接向她宣布的。
甘地每週守默一天，他相信沉默帶給他內心的平靜，這來自於印度教中的力量「沉默」和「平靜」。他在沉默时靠在紙上寫字來交流。從他37歲開始的3年半裡，甘地拒絕讀報紙，他認為塵世的喧囂比他內心的不安更加不堪。
在從南非成功的法律工作回到印度後，他放棄代表富有和成功的西方式衣服。他的意思是要穿的能夠被印度最貧窮的人接受，他宣揚使用家庭紡織的土布，甘地和他的跟從者使用紡車自己紡的布做衣服。這對英國的權力集團是一個威脅，因為印度人在沒有工作而空閒時，他們會從英國那裡買衣服；如果印度人自己做衣服，英國的工業就空閒了。因此國大黨早年的黨旗中就有紡車的圖案。
甘地崇尚各個宗教彼此尊重，因而沒有宣稱自己有特定的信仰，這種超越宗教的情操，源於他所著眼的並非個別宗教的名聲，而是重新著重以人為中心的向度，而非以宗教為中心的工具化思維；他不歧視、不排斥任何與自己民族不同的信仰。因此，甘地曾宣稱：「我是伊斯蘭，是印度教徒，是基督徒，也是猶太人。」這表明他的個人信念實在超越世俗的文化框架，並能實踐此精神於行動之中。然而在甘地一生的大部分时间里，他反对不同种姓之间通婚，亦在一定程度上支持維持印度教中賤民階層的傳統，被後世認為是在其思想中較為爭議的部份。
此外，甘地在19世纪后期对于南非方面的政治生涯中，曾多次用极具种族主义色彩蔑称非洲的黑人。甘地也曾在代表雅利安人的行动主义试图证明雅利安人作为一个种族应该得到更好的待遇，而不是代表印度的所有黑人，使他在后世被部分人士批评他是种族主义者。

## 个人荣誉
他的头衔圣雄（Mahatma）來源於梵語的敬語mahātman，原意「偉大的靈魂」，卻常被誤以為是他的名字。這在他授予泰戈爾「Gurudeva」的稱號，意即「偉大的導師」後，1915年印度詩人罗宾德拉纳特·泰戈尔贈予他的尊稱，意為合聖人與英雄集於一身。
這個頭銜的使用在印度以外也被廣泛地接受，可能部分的反映出在他的時代印度和英國的複雜關係。無論如何，這個頭銜的廣泛使用是同世界上對甘地這樣一個對於非暴力和自己的信念的極其執著的人的廣泛接受相一致的。
甘地以實踐非暴力的和平方式，使印度獲得獨立，同時鼓舞世界許多國家人民勇於挺身爭取自身的公民權利，這股自由運動浪潮影響深遠。世界和平獎評審委員會於2003年，追授甘地「人類文化資產國際獎」。

## 藝術作品中的甘地
關於甘地最出名的藝術作品應該是電影《甘地》。該片的導演是理查德·阿滕伯勒。主演是本·金斯利，他的一半血統也是來自古吉拉特邦。電影「The Making of the Mahatma」展示的是他在南非的21年。主演是Rajat Kapur。
在英國，有數座甘地的塑像，最著名的是在他學習法律的倫敦大學學院的附近的Tavistock Gardens。
在美國，三藩市的輪渡大樓停車場旁、休斯敦的赫爾曼公園、紐約的聯合廣場、亞特蘭大的馬丁·路德·金紀念處、華盛頓杜邦圆环的印度使館附近等多個地方，都可以看到甘地的塑像。
在巴黎、阿姆斯特丹、巴塞隆那和里斯本，也有甘地的雕塑。印度政府贈予加拿大的溫尼伯市一座雕塑，表達他們對將來安家於此的加拿大人權博物館的支持。在俄羅斯首都莫斯科市也有甘地的雕像。

## 评论及其他

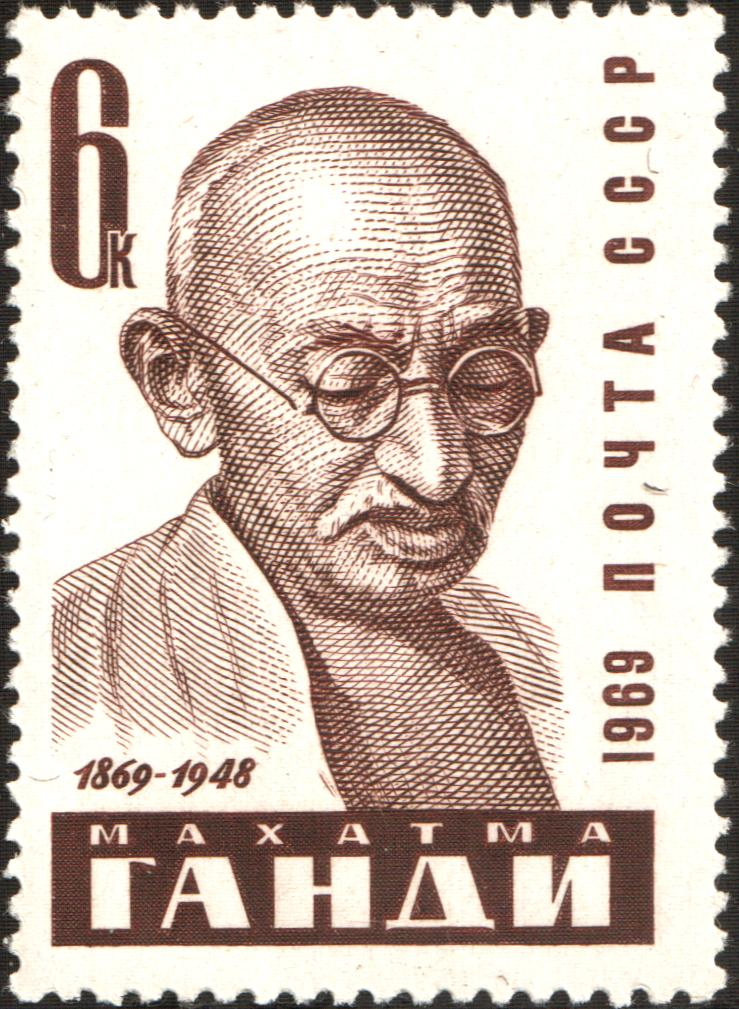
甘地郵票（蘇聯，1969年）

儘管甘地在1937年到1948年之間獲得過五次提名，但他始終沒有獲得過諾貝爾和平獎。多年以後，諾貝爾委員會對此公開表達過他們的遺憾。1948年甘地去世那年，諾貝爾和平獎並未頒發，原因是沒有適合的、活著的候選人；在1989年當達賴喇嘛獲得諾貝爾和平獎時，委員會主席說「這個獎的一部分是紀念聖雄甘地」（in part a tribute to the memory of Mahatma Gandhi）。
甘地死後，他的事蹟一直受到廣泛的評論。例如以大英帝國為例，邱吉爾首相曾對甘地有下述評價：「瞧那倫敦大學法學院出身的，長於煽動的甘地律師，現在裝成東方人所習見的苦行僧模樣，半裸著身子，居然大步走進總督府，在那兒和我們的皇帝代表進行杯葛，而他還是繼續在煽動著所謂民事的反抗。」與此相反，愛因斯坦這樣評論甘地：「後世的子孫也許很難相信，歷史上竟走過這樣一副血肉之軀。」（Generations to come will scarcely believe that such a one as this walked the earth in flesh and blood.）他又說：「我認為甘地的觀點是我們這個時期所有政治家中最高明的。我們應該朝著他的精神方向努力：不是通過暴力達到我們的目的，而是不同你認為邪惡的勢力結盟。」1999年《時代》雜誌將其評選為20世紀風雲人物第一名是愛因斯坦，第二位世紀風雲人物是羅斯福總統，印度的甘地列第三位，他是以個人之力抗拒專制、拯救民權和個人自由的象徵。
甘地的貢獻不會被人們遺忘。他的孫子Arun Gandhi和Rajmohan Gandhi，甚至他的重孫Tushar Gandhi也是社會政治活動家，為世界上的非暴力而努力。
甘地與印度的政治家族尼赫魯-甘地家族無關，該家族是在尼赫魯女兒英迪拉和費羅茲·甘地結婚後，這個政治家族才採用甘地這個姓氏，而且費羅茲·甘地和聖雄甘地並沒有血緣關係，只是在参与印度独立运动后将自己原先的姓氏拼写“Ghandy”改为与圣雄甘地相同的“Gandhi”。

### 國際非暴力日
2007年联合国大会通過決議，以圣雄甘地的生日10月2日訂立為國際非暴力日。目的是希望各國反對任何的暴力行為。

### 對東亞各地區的影響

#### 對20世紀初的亞洲

##### 台灣
台灣日治時代詩人王白淵留學日本期間，他不僅對印度詩人泰戈爾的文學及哲學思想產生興趣，對於甘地的印度獨立運動、孫中山領導的中國革命運動、社會主義運動也興致盎然，並且寄予高度的期望。他分別在1927年撰寫《詩聖泰戈爾》，1930年撰寫〈甘地與印度的獨立運動〉，兩篇文章都把印度的文藝復興與獨立運動，視為亞洲從帝國主義解放的先聲。

## 著作
- 《甘地自传 我体验真理的故事》，中文版1959商务印书馆

## 參見

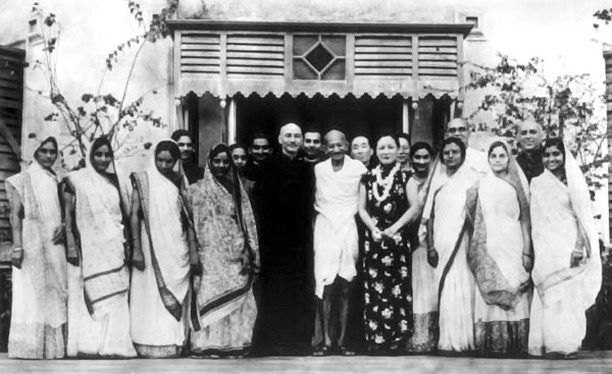
蒋中正支持甘地的印度独立运动

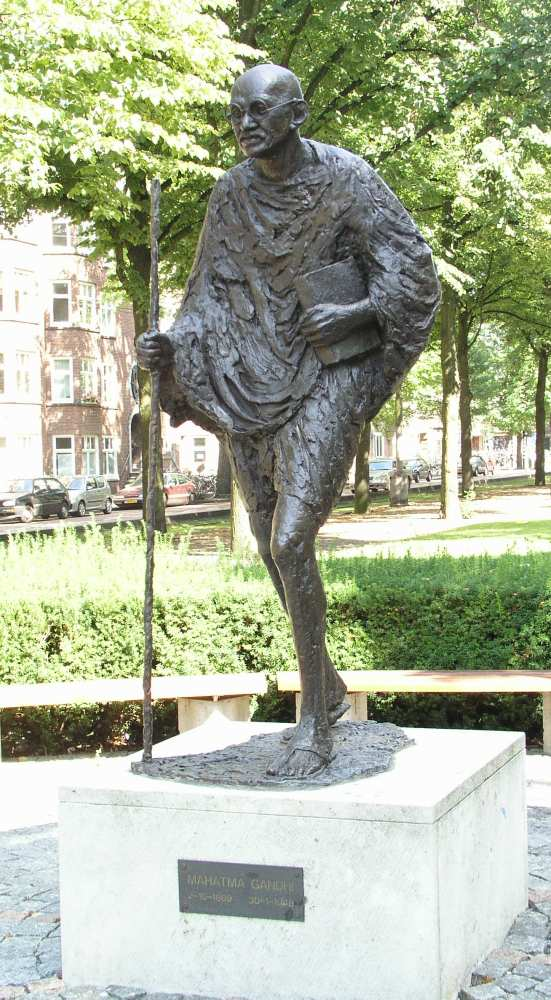
美國紐約市中央公園的甘地塑像

## 延伸阅读
- Bondurant, Joan V. . Princeton UP. 1988. ISBN 978-0-691-02281-9.
- Chernus, Ira. American Nonviolence: The History of an Idea, chapter 7. ISBN 978-1-57075-547-7
- Chadha, Yogesh. Gandhi: A Life. ISBN 978-0-471-35062-0
- Elst, Koenraad. Gandhi and Godse - A review and a critique. Voice of India. 2001. ISBN 978-81-85990-71-2
- Dutta, Krishna and Andrew Robinson.  1997. London: Picador/Macmillan. ISBN 978-0-330-34962-8.
- Fischer, Louis. The Essential Gandhi: An Anthology of His Writings on His Life, Work, and Ideas. ISBN 978-1-4000-3050-7
- Gandhi, M.K. "Zionism and Antisemitism." The Gandhi Reader: A Sourcebook of His Life and Writings.（页面存档备份，存于） Homer Jack (ed.) Grove Press, New York: 1956:317-322.
- ---"Questions on the Jews." The Gandhi Reader: A Sourcebook of His Life and Writings. Homer Jack (ed.) Grove Press, New York: 1956:322-3.
- --- "Reply to Jewish Friends." The Gandhi Reader: A Sourcebook of His Life and Writings. Homer Jack (ed.) Grove Press, New York: 1956:323-4.
- --- "Jews and Palestine." The Gandhi Reader: A Sourcebook of His Life and Writings. Homer Jack (ed.) Grove Press, New York: 1956:324-6.
- Gandhi, M.K. An Autobiography: The Story of My Experiments With Truth (available at wikisource) (1929) ISBN 978-0-8070-5909-8
- Gandhi, Rajmohan. . Navajivan Publishing House. 1990. ISBN 978-81-7229-138-9.
- Rune, Peter. Gandhi: A Photo biography. ISBN 978-0-7148-9279-5
- Sharp, Gene. Gandhi as a Political Strategist, with Essays on Ethics and Politics. Boston: Extending Horizon Books, 1979.
- Sofri, Gianni. Gandhi and India: A Century in Focus. (1995) ISBN 978-1-900624-12-1

## 外部連結
- GandhiServe Foundation Mahatma Gandhi Research and Media Service（页面存档备份，存于）
- MAHATMA GANDHI MEDIA AND RESEARCH SERVICE（页面存档备份，存于）
- 甘地：論非暴力
- Mahatma Gandhi, the Missing Laureate諾貝爾電子博物館